# Mojzes (Michelangelo)
Mojzes (italijansko: Mosè; ok. 1513–1515) je kip italijanskega visokorenesančnega umetnika Michelangela Buonarrotija, ki se danes hrani v cerkvi svetega Petra v vezeh v Rimu. Naročil ga je leta 1505 papež Julij II. za svojo grobnico, prikazuje pa svetopisemski lik Mojzesa z rogovi na glavi, ki temelji na opisu v 34. poglavju 2. Mojzesove knjige v latinskem prevodu Biblije t. i. Vulgati, ki se je takrat uporabljala.

## Naročilo in zgodovina
Papež Julij II. je leta 1505 naročil Michelangelu, naj zgradi njegovo grobnico, ki je bila končno dokončana leta 1545; Julij II. je umrl leta 1513. Prvotna Michelangelova zasnova je bila orjaška in je predvidevala več kot 40 kipov. Mojzesov kip bi bil predviden postavljen na približno 3,74 metra visok nivo, nasproti figuri sv. Pavla. V končni zasnovi pa je Mojzesov kip v središču spodnjega nivoja.

## Opis
Giorgio Vasari je o Michelangelovem življenju zapisal: »Michelangelo je dokončal Mojzesa v marmorju, kipu petih braccia, ki mu ni nobeno moderno ali antično delo podobno. V resnem položaju počiva z eno roko na tablah in z drugo drži svojo dolgo sijajno brado, dlake, ki jih je tako težko prikazati v kiparstvu, saj so tako mehke in puhaste, da se zdi, kot da je železno dleto moralo postati krtača. Čudovit obraz, kot da je svetnik in mogočen princ, se zdi nekomu, da potrebuje tančico, da ga pokrije, tako čudovito in sijoč se zdi in tako dobro je umetnik v marmorju predstavil božanskost, s katero je Bog obdaril to sveto obličje. Draperije padajo v graciozne gube, mišice rok in kosti rok so takšne lepote in popolnosti, kot so noge in kolena, noge so krasili izvrstni čevlji, da je bil Mojzes zdaj bolj kot kdaj koli imenovan Božji prijatelj, saj je Bog dovolil njegovemu telesu bodi pripravljen na vstajenje pred drugimi z roko Michelangela. Judje še vedno vsako soboto odhajajo v skupinah na obisk in ga častijo kot božansko, ne človeško stvar.«
V prevodu Freudovega Michelangelovega Mojzesa je naveden tudi osnovni opis skulpture: »Michelangelov Mojzes je upodobljen kot sedeč; telo je obrnjeno naprej, glava z mogočno brado gleda v levo, desna noga počiva na tleh, njegova leva noga je dvignjena tako, da se tal dotikajo samo prsti. Njegova desna roka povezuje table zakona z nečim, kar je videti kot knjiga na desni dlani z delom brade; leva roka leži v naročju.«
Jonathan Jones iz angleškega časopisa The Guardian poda še en opis: "Mojzesova desna roka ščiti kamnite table z zapovedmi; njegova leva roka, utripajoče žile, napete mišice, se zdi, da zadržuje nasilno akcijo. Ko je prišel dol z gore Sinaj je Mojzes našel svoje ljudi, ki so častili Zlato tele - lažnega idola, ki so si ga ustvarili. Njegova jeza kljubuje kamnitemu zaporu, mejam kiparjeve umetnosti. Le redki se lahko uprejo vtisu resničnega uma, resničnih čustev figure, ki se blešči s svojega marmornega sedeža. Danes bolšči v turiste, ki pridejo v cerkev San Pietro v Vincoliju v Rimu. Bolšči vanje tako kot je bolščal v Sigmunda Freuda, ki je leta 1913 tri tedne skušal ugotoviti kipova čustva. Mojzesova vitalnost je to delo naredila priljubljeno že od 16. stoletja; po mnenju Vasarija je judovsko prebivalstvo Rima kip sprejelo za svojega. Njegova moč mora biti povezana z izročitvijo stvari, ki je nemogoče upodobiti v kamnu; najbolj čudno, brada - tako vrvasta in zadimljena, njene spirale so delovale fantastično, kačasto življenje. Toda tam, kjer bi nas drugi lahko presenetili s tehniko, Michelangelo preseže to in nas pripelje od formalnega do intelektualnega presenečenja, zaradi česar se sprašujemo, zakaj Mojzes gladi brado, zakaj je Michelangelo uporabil to reko dlak - v kombinaciji z rogovi, ki so bili običajni atribut Mojzesa - mu dati nečloveški, demonski vidik.«

## Interpretacija
V svojem eseju z naslovom "Michelangelov Mojzes" Sigmund Freud povezuje trenutek v svetopisemski pripovedi, ko se Mojzes prvič spusti z gore s tablicami in najde Hebrejce, ki častijo zlato tele, kot je opisano v 2. Mojzesovi knjigi 32. Freud opisuje Mojzesa v zapletenem psihološkem stanju:
Verjamem, da si zdaj lahko dovolimo, da poberemo sadove naših prizadevanj. Videli smo, koliko tistih, ki so čutili vpliv tega kipa, je bilo prisiljenih razlagati ga tako, da predstavlja Mojzesa, vznemirjenega zaradi spektakla njegovih ljudi, ki so padli iz milosti in plešejo okoli idola. Toda tej razlagi se je bilo treba odpovedati, saj smo pričakovali, da bo v naslednjem trenutku izbruhnil, razbil table in opravil maščevalno delo. Takšna zasnova pa se ne bi skladala z zasnovo, da bi ta figura skupaj s tremi (ali petimi) sedečimi figurami postala del grobnice Julija II. Zdaj lahko ponovno prevzamemo zapuščeno razlago, kajti Mojzes, ki smo ga rekonstruirali, ne bo niti skočil niti vrgel tabel od sebe. Kar vidimo pred seboj, ni začetek nasilnih dejanj, temveč ostanki gibanja, ki se je že zgodilo. V svojem prvem navalu besa je Mojzes želel delovati, vznikniti in se maščevati ter pozabiti na table; vendar je premagal skušnjavo in bo zdaj ostal sedeč in miren v svoji zamrznjeni jezi in svoji bolečini, pomešani s prezirom. Prav tako ne bo vrgel tabel, tako da se bodo zlomile na kamnih, saj je prav on nadzoroval svojo jezo; da bi jih ohranil, je zadržal svojo strast. Ko je popustil svojemu besu in ogorčenju, je moral zanemariti table in roka, ki jih je držala, se je umaknila. Začele so drseti navzdol in jim je grozil zlom. To ga je prizemljilo. Spomnil se je svojega poslanstva in se zaradi njega odpovedal popuščanju svojim občutkom. Njegova roka se je vrnila in rešila nepodprte table, preden so padle na tla. V tej drži je ostal imobiliziran in v tej drži ga je Michelangelo prikazal kot varuha grobnice. Ko naše oči potujejo po njem, ima slika tri različne čustvene plasti. Linije obraza odražajo občutke, ki so si pridobili premoč; sredina slike prikazuje sledi potlačenega gibanja, noga pa še vedno ohranja držo projiciranega dejanja. Kot da je nadzorni vpliv nadaljeval od zgoraj navzdol. Zaenkrat leve roke nismo omenili in zdi se, da zahteva delež v naši interpretaciji. Roka je položena v naročje z blago potezo in drži, kot da boža konec brade, ki valovi. Zdi se, kot da naj bi preprečil nasilje, s katerim je druga roka pred nekaj trenutki zlorabila brado.
Drugo stališče, ki sta skulpturo Malcolm MacMillan and Peter Swales v svojem eseju z naslovom Observations from the Refuse-Heap: Freud, Michelangelo's Moses, and Psychoanalysis, povezovala z drugim sklopom tabel in dogodki, omenjenimi v 2. Mojzesovi knjigi 33 in 34. Opažata, da Mojzes drži prazne table, ki jih je Bog izročil Mojzesu, da se pripravijo na drugo darovanje postave; ugotavljajo tudi, da je Mojzes upodobljen z 'rogovi', ki jih biblijska besedila opisujejo kot Mojzesa šele potem, ko se je po drugem dajanju postave vrnil k hebrejskemu ljudstvu. Trdijo, da kip prikazuje trenutek, ko Mojzes vidi Boga, kot je opisano v 2. Mojzesovi knjigi 33: »Zadeva je najpomembnejši del starozavezne zgodbe o eksodusu. Mojzes je bil poln dvoma o svojem položaju in položaju svojega ljudstva, tvega, da zahteva, da mu je odpuščeno, da mu podeli milost Gospodovo in da Gospod ponovno zasede svoje mesto in jih vodi v obljubljeno deželo s prošnjo, naj Gospod razkrije svojo slavo. Potrebno je malo domišljije, da bi začutil močno čustvo, s katerim bi tak Mojzes čakal Gospoda: Ali bo prišel? Ali bo obnovil zavezo? Ali bo razodel svojo slavo?« Nadalje trdita, da sta Pavel in Mojzes Boga doživljala neposredno, ideja in par, ki sta bila pomembna za florentinske novoplatoniste, skupino, za katero avtorja menita, da sta Michelangelo in papež Julij II. Na koncu avtorja navajata, da je ključno čustvo na Mojzesovem obrazu »strahospoštovanje pred obrazom stvarnika.« 

### Rogovi
Po ikonografski konvenciji, ki je običajna v latinskem krščanstvu, ima kip na glavi dva roga. 
Prikaz rogatega Mojzesa izhaja iz opisa Mojzesovega obraza kot cornuta ('rogat') v prevodu odlomka iz latinske Vulgate v 34. poglavju 2. Mojzesove knjige, natančneje v verzih 2 Mz 29 in 30 in 35, v katerih se Mojzes vrne k ljudem, potem ko so drugič prejeli zapovedi. 2 Mz 34,29-35 Grška Septuaginta, ki jo je imel na voljo tudi Hieronim, je prevedel verz kot »Mojzes ni vedel, da je bil videz kože na njegovem obrazu poveličan.« Na splošno so srednjeveški teologi in učenjaki razumeli, da je Hieronim želel izraziti poveličevanje Mojzesovega obraza z uporabo latinske besede za 'rogat'. Razumevanje, da je bila prvotna hebrejščina težka in verjetno ne pomeni 'rogovi', je vztrajalo v renesansi in skozi njo. 
Čeprav je Hieronim Vulgato dokončal konec 4. stoletja, je prva znana uporaba dobesednega jezika Vulgate v umetnosti najdena v angleški ilustrirani knjigi, napisani v domačem jeziku, ki je nastala okoli leta 1050: Aelfricova parafraza Petoknjižja in Jozue. V naslednjih 150 letih ali približno tako so dokazi za nadaljnje podobe rogatega Mojzesa redki. Nato so se takšne slike razmnoževale in jih lahko najdemo na primer v vitrajih v stolnici v Chartresu, Sainte-Chapelle, Pariz in Notre Dame, četudi je bil Mojzes večkrat upodobljen brez rogov. V 16. stoletju se je razširjenost upodobitev rogatega Mojzesa hitro zmanjšala.
V krščanski umetnosti srednjega veka je Mojzes upodobljen z rogovi in brez njih; včasih v slavi, kot Jezusov prerok in predhodnik, pa tudi v negativnem kontekstu, zlasti glede Pavlovih kontrastov med vero in zakonom - ikonografija ni bila črno-bela. Upodobitev z rogovi najdemo prvič v Angliji v 11. stoletju. Melinkoff (1970) je domneval, da čeprav rogovi Mojzesa po izvoru nikakor niso bili povezani s hudičevimi, so rogovi kljub temu morda razvili negativno konotacijo z razvojem protijudovskih čustev v zgodnjem modernem obdobju.
Knjiga, objavljena leta 2008, je razvila teorijo, da 'rogov' na Michelangelovem kipu nikoli ni bilo videti in da jih je napačno razlagati kot rogove:»[Kip] nikoli ni imel rogov. Umetnik je Mojzesa načrtoval kot mojstrovino ne samo kiparstva, temveč tudi posebnih optičnih učinkov, vrednih katerega koli hollywoodskega filma. Iz tega razloga je bilo treba kos dvigniti in gledati naravnost naprej, gledati v smeri vhodnih vrat bazilike. Obe izboklini na glavi bi bili nevidni za gledalca, ki je gledal od tal spodaj - edina stvar, ki bi jo lahko videli, je bila svetloba, ki se je od njih odbijala.« Ta razlaga je bila izpodbijana.